# Музыка Брунея
Музыка Брунея представлена широким разнообразием народной музыки и танца, поскольку Бруней имеет культурные связи со странами Юго-восточной Азии такими как Малайзия, Сингапур, Индонезия, Таиланд и Филиппины. Несмотря на то, что Бруней в чём то похож культурно на соседей, существуют значительные различия в музыке. Сильное влияние Ислама предполагает некоторое ограничение в исполнении танца и музыки в стране.

## Народная музыка
Адай-адай — рабочая песня рыбаков. Она служит своеобразным зовом рожка для начала рыбалки в море. Ритм этой музыки созвучен ударам вёсел и движению лодок. Ещё один танец, называемый Бенари или Джогет Баджу Пути (Joget Baju Putih), исполняется тремя женщинами и мужчинами в течение многочисленных празднеств.

## Музыка народа Кедаян
Народность Кедаян исполняет церемониальный танец Адук-адук в праздники, особенно в конце сезона сбора урожая. Танцующие носят традиционное военное одеяние тенголок, красный пояс и чёрную одежду и двигаются в ритме силата, малайского рукопашного боя. Танец сопровождается перкуссионными инструментами — барабанами и полыми кокосами.

## Малайская народная музыка
Джипин и Запин — танцы, исполняемые малайцами, группами по шесть мужчин и женщин, под аккомпанемент таких инструментов как гамбус, биола, домбак и ребана. Помимо них бьют в гулин танган, набор небольших гонгов, в утиные гонги и другие. Малайская музыка исполняется опытными музыкантами на особых праздниках. Иногда практикуется пение на свадьбах, к нему присоединяются гости. Песня «Alus Jua Dindang» — важная часть брунейской свадебной музыки; в ней жених, одетый в традиционную одежду, (не зная свою невесту заранее) восхваляет свою будущую жену и воспевает преданность к ней.

## Музыкальные учреждения
Брунейское музыкальное общество (Brunei Music Society) организует и исполняет в основном западную классику. Оно основано в 1972 году. Концерты проводятся в Orchid Garden Hotel в столице.